# Sepulchral Feast: A Tribute to Sepultura
Sepulchral Feast: A Tribute to Sepultura es un álbum homenaje a la banda brasileña de death/thrash y groove metal Sepultura lanzado en 1998 a través de Black Sun Records. El álbum contiene grabaciones de las canciones más famosas de sus primeros álbumes, interpretadas por bandas de death metal, thrash metal y black metal de la escena sueca y de otros países como Finlandia, Grecia, Brasil y el Reino Unido

## Lista de canciones
1. Sacramentum - The Curse / Antichrist
2. Deathwitch - Necromancer
3. Mystifier - Warriors Of Death
4. Swordmaster - Warriors Of Death
5. Dimension Zero - Troops Of Doom
6. Lord Belial - Crucifixión
7. Defleshed - Beneath The Remains
8. Impious - Inner Self
9. Children Of Bodom - Mass Hypnosis
10. The Crown - Arise
11. Exhumation - Territory
12. Gooseflesh - Slave New World
13. Slavestate - Roots Bloody Roots
14. Gardenian - Cut Throat
15. Denial - Ratamahatta

## Créditos
- Kristian Wåhlin - arte y diseño
- Toda la música escrita por Sepultura

Notas
El relanzamiento corrió a cargo de Century Media, lanzado originalmente en 1998 a través de Black Sun Records.